# De Holocaust-industrie

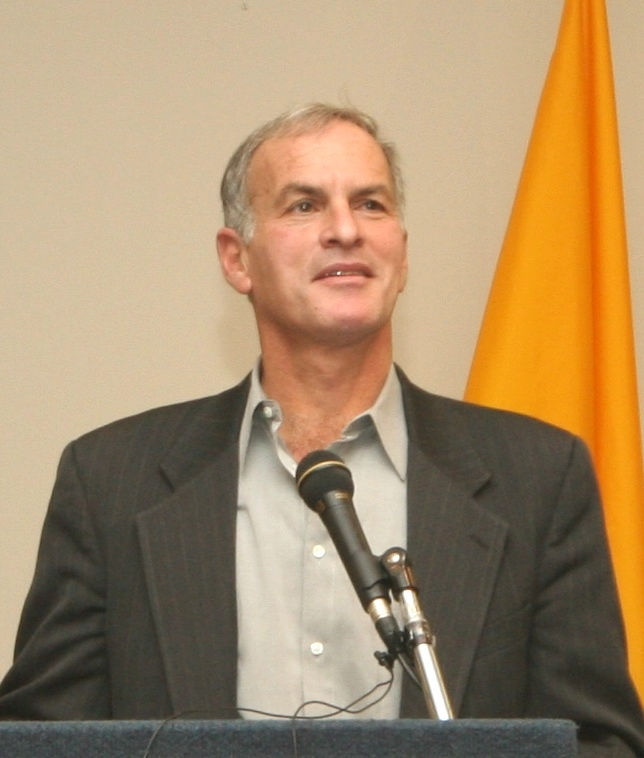
Norman Finkelstein

De Holocaust-industrie (2000) is een boek van de Amerikaanse politicoloog en historicus Norman Finkelstein. De volledige titel luidt: De Holocaust-industrie: bespiegelingen over de exploitatie van het joodse lijden. De oorspronkelijke Engelstalige titel luidt: The Holocaust Industry - Reflections on the Exploitation of Jewish Suffering. Het vormt een gedocumenteerde aanklacht tegen vermeende praktijken van Joodse belangengroepen.

## De auteur
De auteur is Norman Finkelstein, hoogleraar aan de DePaul University (Chicago). Hij is de zoon van Joodse ouders uit Warschau die Auschwitz hebben overleefd. In het boek beschrijft hij zijn ervaringen als kind van Holocaust-overlevenden.

## De inhoud
Finkelstein maakt een consequent onderscheid tussen de nazi-Holocaust, de historische gebeurtenis, en de Holocaust, met hoofdletter, als PR-campagne die volgens Finkelstein sinds 1967 in vooral de Verenigde Staten wordt gevoerd. Dit noemt hij de Holocaust-industrie.
Hij schrijft in dit boek over een 'industrie', die er uit bestaat de nazi-Holocaust te gebruiken om macht en geldelijk gewin te vergaren. Deze industrie zou geleid worden door Amerikaanse Joodse organisaties die uit zouden zijn op etnische suprematie en politiek en financieel gewin.
- Het politieke gewin voor die Joodse organisaties uit zich in het vrijwel onmogelijk maken van kritiek, gerechtvaardigd of niet, op Israël en de Amerikaanse Joodse gemeenschap.[2]
- De drang naar financieel gewin zou zich uiten door het onder druk zetten van regeringen en bedrijven. Ook zou deze blijken uit het aanpraten van schuldgevoelens aan de Duitse en Zwitserse gemeenschap in het algemeen, waar veel banktegoeden van Joden verdwenen zijn.
- Een ander verwijt in het boek is dat de Holocaust-musea het leed van de Sjoa voor de Joden zouden monopoliseren door de andere vervolgde groepen uit te sluiten.

Finkelstein hekelt niet de slachtoffers zelf. Hij meent dat deze recht hebben op een schadevergoeding. Waar hij zich tegen verzet is dat naar zijn interpretatie grote bedragen verdwijnen in de zakken van de toch al rijke Joodse organisaties in Amerika die het geld vervolgens zouden inzetten om macht te kopen.
Het boek bouwt voort op een eerdere boekuitgave; The Holocaust in American Life van Peter Novick. Hierin wordt de wijze waarop de interpretatie van de Holocaust in het Amerikaanse leven zich ontwikkeld heeft, kritisch bekeken. Omdat Finkelstein van mening was dat Novick te gematigd was in zijn kritiek, heeft Finkelstein er in zijn boek De Holocaust-industrie een schepje bovenop gedaan.
Een van de specifieke betichtingen die Finkelstein zegt te documenteren is dat machtige Joodse groeperingen de Holocaust exploiteren voor politieke en financiële winst waarbij eigenlijke slachtoffers (zoals de ouders van Finkelstein) worden gebruikt als argument, maar opvallend weinig als compensatie krijgen. Hij noemt als illustratie zijn moeder, die Auschwitz overleefde en 3500 dollar kreeg. Een advocaat die een boek over de Holocaust las, claimde alleen al daarvoor 2400 dollar.
Zijn overige kritiek op de Holocaust-industrie omvat:
- Er blijken anno 1998 meer levende Holocaust-overlevenden te zijn dan in 1945.
- Talloze nep-claims zijn ingediend door fraudeurs die zichzelf voor overlevenden van de Holocaust uitgeven.
- Sommige pogingen om het leed van Joodse Holocaustslachtoffers te compenseren verlopen oneerlijk.
- Sommige agentschappen (vertegenwoordigingen van Joodse groeperingen), die beweren Joodse overlevenden van de Holocaust te vertegenwoordigen in rechtszaken, zouden geld hebben achtergehouden dat voor overlevenden bedoeld was.
- Dat veel Amerikaanse Joden geen jodendom praktiseren, maar het door een dogma hebben vervangen: fund-raising voor Joodse belangen.

## Recensies en kritieken
Noam Chomsky en Alexander Cockburn waren positief over het boek. Ook historicus Raul Hilberg, schrijver van The Destruction of the European Jews, uit lof voor het boek.
Het exclusief Joods maken van de Holocaust door de Holocaust-industrie, zoals geuit in het boek, wordt bekritiseerd als onjuist. De belangrijkste Holocaust-musea in de Verenigde Staten, het Holocaust Memorial Museum in Washington D.C. en het Museum of Tolerance (Simon Wiesenthal Center) in Los Angeles, beperken zich niet tot de Joodse slachtoffers; dit ondanks de vrees van Elie Wiesel dat het unieke karakter van de Holocaust daarmee uit beeld zou verdwijnen. Deze musea zijn officieel gewijd aan de nagedachtenis van zowel de zes miljoen vermoorde Joden als de miljoenen andere slachtoffers van het nationaalsocialisme: onder meer zigeuners, gehandicapten, Jehova's getuigen, homoseksuelen, werkweigeraars uit Polen en de andere bezette gebieden, politieke dissidenten en Russische krijgsgevangenen.
Anderen hebben betoogd dat The Holocaust Industry onwetenschappelijk is en antisemitisme bevordert. Andrew Ross schrijft: "met betrekking tot vergoedingen geeft hij [Finkelstein] nauwelijks aan welke fouten Zwitserse en Duitse instituten hebben gemaakt: verbergen van Joodse bankrekeningen en gebruik van slavenarbeid. De angst dat de vergoedingen niet bij de juiste personen terechtkomen is een legitieme zorg. Maar het idee dat de overlevenden routinematig bedrogen zijn door Joodse instituten is een grove verdraaiing. De belangrijkste reden waarom overlevenden tot nog toe niets hebben gekregen van de 1,25 miljard dollar is omdat de Amerikaanse gerechtshoven nog moeten beslissen over een verdelingsmethode.

### Reactie van Finkelstein
Finkelstein voegt toe in het voorwoord van zijn tweede editie:
Mainstream critici voeren aan dat ik een 'samenzweringstheorie' weergeef terwijl critici van links het boek ridiculiseren als ‘verdediging van de banken'. Voor zover ik weet zijn er echter geen die mijn feitelijke bevindingen in twijfel trekken.
Het boek wordt door neonazi's gebruikt om hun ideologie te onderbouwen, hetgeen Finkelstein zegt te betreuren. Als onvermijdelijk bijverschijnsel doet het echter niets af aan de bevindingen.